# Ла-Хойя (индейская резервация)
Ла-Хойя (англ. La Jolla Reservation) — индейская резервация народа луисеньо, расположенная на Юго-Западе США в южной части штата Калифорния.

## История
Резервация была создана в 1875 года указом президента США Улисса Гранта для части народа луисеньо. В 2007 году пожар на юге Калифорнии нанёс огромный ущерб резервации. Государственные и федеральные службы, включая Федеральное агентство по чрезвычайным ситуациям, оказали помощь племени по восстановлению объектов в Ла-Хойе. Жители резервации смогли вернуться на свою землю к концу 2008 года.

## География
Резервация расположена в южной части Калифорнии на севере округа Сан-Диего. Штаб-квартира племени находятся в долине Паума. Большая часть земель в восточной части резервации состоит из неосвоенной дикой природы. Через Ла-Хойю протекает река Сан-Луис-Рей. Калифорнийский горный чапарраль и редколесье включают разнообразные местные растения и деревья, как например дуб траволистный, который обеспечивает желуди для традиционных продуктов питания луисеньо, таких как виивиш (англ. wiiwish).
В резервации есть общественный кемпинг, который открыт с апреля по октябрь. Общая площадь резервации составляет 34,958 км².  

## Демография
По данным федеральной переписи населения 2010 года население Ла-Хойи составляло 476 человек.
В 2019 году в резервации проживало 484 человека. Расовый состав населения: белые — 67 чел., афроамериканцы — 10 чел., коренные американцы (индейцы США) — 317 чел., азиаты — 19 чел., океанийцы — 0 чел., представители других рас — 6 чел., представители двух или более рас — 65 человек. Плотность населения составляла 13,84 чел./км².